# جاك غرينوود
جاك غرينوود (بالإنجليزية: Jack Greenwood)‏ هو منافس ألعاب قوى أمريكي، ولد في 5 فبراير 1926 في ستيل سيتي في الولايات المتحدة، وتوفي في 9 يناير 2015.